# Palvico

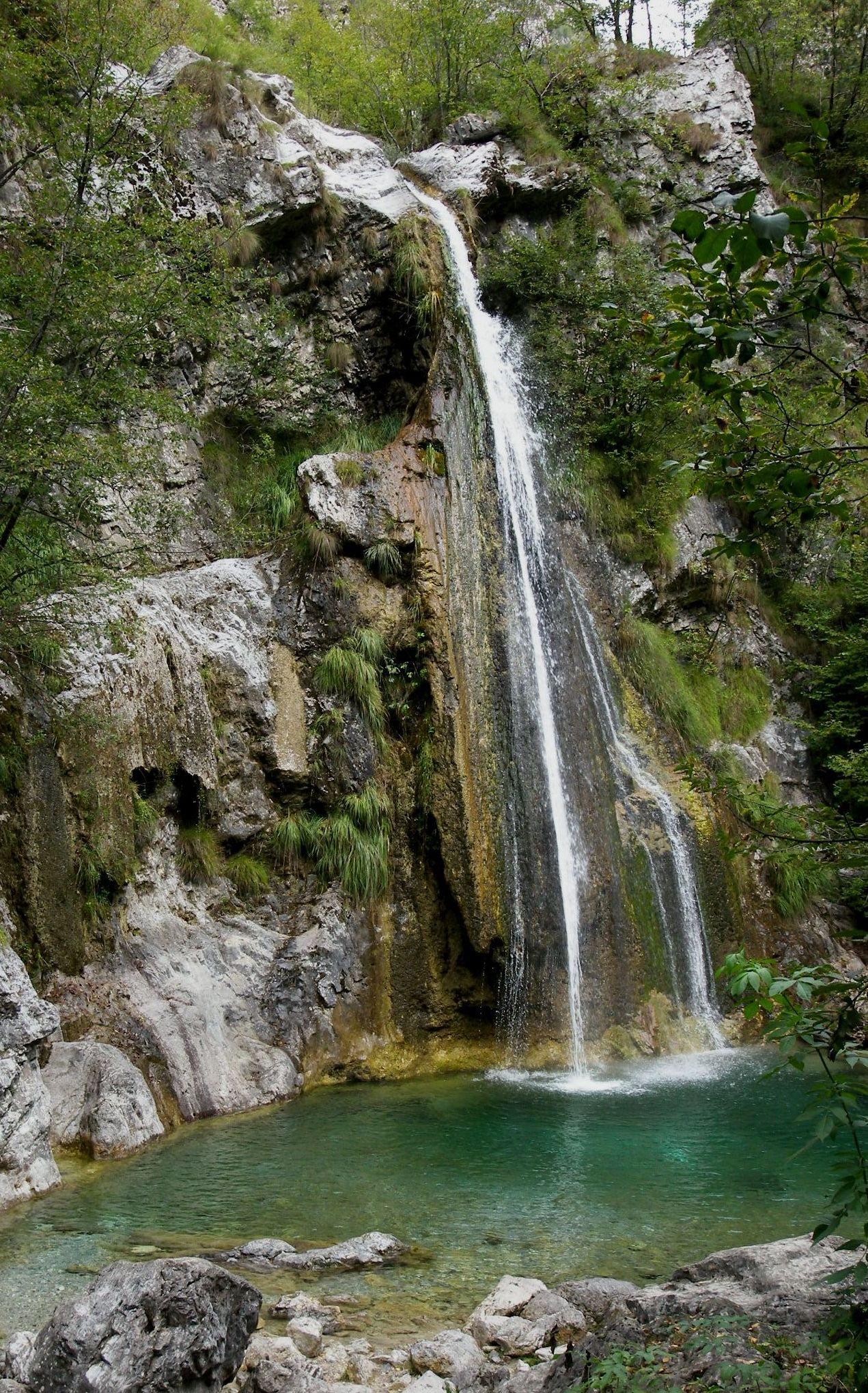
Einer der Wasserfälle des Palvico

Der Palvico (italienisch Torrente Palvico) ist ein 16 km langer Bergbach in den Gardaseebergen im südwestlichen Trentino.

## Verlauf
Er entspringt als Abfluss des Ampola-Sees und mündet bei Storo in den Chiese. Auf seinem Verlauf fließt er durch das Val d’Ampola, in einem teilweise stark eingeschnittenen Canyon, der Ziel von Canyoning-Touren ist, durch mehrere Becken mit bis zu 20 m Höhenunterschied. Der Austritt des letzten Beckens befindet sich 50 m über dem Talboden bei Storo. Der Höhenunterschied wird seit 1905 durch mehrere Wasserkraftwerke genutzt. Zu seinen wichtigsten Nebenbächen zählen Casina, Bragone, Lorina, Fontana Bianca und Retorto.
Durch das Ampolatal verläuft die Staatsstraße 240 Loppio – Val di Ledro. 